# Hôrka
Hôrka (wym. [ˈɦworka], do 1948 Horka; niem. Horke, węg. Lándzsásötfalu) – wieś (obec) na Słowacji położona w kraju preszowskim, w okręgu Poprad. Podzielona jest na 7 części: Kišovce, Primovce, Ondrej, Hôrka, Huncľoh, Nová ulica oraz Baňa. Pierwsze wzmianki o miejscowości pochodzą z roku 1347. Wieś powstała jako osada górnicza przy kopalni manganu.
Według danych z dnia 31 grudnia 2010, wieś zamieszkiwało 1797 osób, w tym 900 kobiet i 897 mężczyzn.
W 2001 roku rozkład populacji względem narodowości i przynależności etnicznej oraz wyznaniowej wyglądał następująco:
Narodowość
- Słowacy – 97,39%
- Romowie – 1,62%
- Polacy – 0,14%
- Czesi – 0,07%
- Rusini – 0,07%
- Węgrzy – 0,07%

Wyznanie
- katolicy – 93,29%
- ewangelicy – 1,69%
- grekokatolicy – 0,28%
- niewierzący – 3,46%
- przynależność niesprecyzowana – 1,27%